# Dirka po Italiji 1950
Dirka po Italiji 1950 (italijansko Giro d'Italia 1950) je 33. izvedba dirke po Italiji, tritedenske moške cestne kolesarske etapne dirke. Začela se je 24. maja v Milanu in končala 13. junija v Rimu. Sodelovalo je 105 kolesarjev iz 15-ih ekip. Rožnato majico je prvič osvojil Hugo Koblet (Guerra–Ursus), drugo mesto Gino Bartali (Bartali), tretje pa Alfredo Martini (Taurea).

## Ekipe
- Arbos
- Atala
- Bartali
- Benotto
- Bianchi–Ursus
- Bottecchia
- Cimatti
- Fréjus–Superga
- Ganna–Superga
- Guerra–Ursus
- Helyett–Hutchinson
- Legnano–Pirelli
- Taurea
- Viscontea
- Wilier Triestina

## Etape
| Etapa | Datum     | Štart/Cilj                    | Razdalja    | Tip         | Tip             | Zmagovalec               |             |
| ----- | --------- | ----------------------------- | ----------- | ----------- | --------------- | ------------------------ | ----------- |
| 1     | 24. maj   | Milano – Salsomaggiore Terme  | 225 km      |             | ravninska etapa | Oreste Conte (ITA)       |             |
| 2     | 25. maj   | Salsomaggiore Terme – Firence | 245 km      |             | gorska etapa    | Alfredo Martini (ITA)    |             |
| 3     | 26. maj   | Firence – Livorno             | 148 km      |             | ravninska etapa | Olimpio Bizzi (ITA)      |             |
| 4     | 27. maj   | Livorno – Genova              | 216 km      |             | gorska etapa    | Antonio Bevilacqua (ITA) |             |
| 5     | 28. maj   | Genova – Torino               | 245 km      |             | ravninska etapa | Franco Franchi (ITA)     |             |
| 6     | 29. maj   | Torino – Locarno (Švica)      | 220 km      |             | ravninska etapa | Hugo Koblet (SUI)        |             |
| 7     | 31. maj   | Locarno (Švica) – Brescia     | 293 km      |             | gorska etapa    | Luciano Maggini (ITA)    |             |
| 8     | 1. junij  | Brescia – Vicenza             | 214 km      |             | gorska etapa    | Hugo Koblet (SUI)        |             |
| 9     | 2. junij  | Vicenza – Bolzano             | 272 km      |             | gorska etapa    | Gino Bartali (ITA)       |             |
|       | 3. junij  | dan počitka                   | dan počitka | dan počitka | dan počitka     | dan počitka              | dan počitka |
| 10    | 4. junij  | Bolzano – Milano              | 294 km      |             | ravninska etapa | Mario Fazio (ITA)        |             |
| 11    | 5. junij  | Milano – Ferrara              | 251 km      |             | ravninska etapa | Adolfo Leoni (ITA)       |             |
| 12    | 6. junij  | Ferrara – Rimini              | 144 km      |             | ravninska etapa | Antonio Bevilacqua (ITA) |             |
| 13    | 7. junij  | Rimini – Arezzo               | 244 km      |             | gorska etapa    | Luciano Maggini (ITA)    |             |
| 14    | 8. junij  | Arezzo – Perugia              | 185 km      |             | gorska etapa    | Fritz Schär (SUI)        |             |
|       | 9. junij  | dan počitka                   | dan počitka | dan počitka | dan počitka     | dan počitka              | dan počitka |
| 15    | 10. junij | Perugia – L'Aquila            | 185 km      |             | gorska etapa    | Giancarlo Astrua (ITA)   |             |
| 16    | 11. junij | L'Aquila – Campobasso         | 203 km      |             | gorska etapa    | Fiorenzo Magni (ITA)     |             |
| 17    | 12. junij | Campobasso – Neapelj          | 167 km      |             | ravninska etapa | Annibale Brasola (ITA)   |             |
| 18    | 13. junij | Neapelj – Rim                 | 230 km      |             | ravninska etapa | Oreste Conte (ITA)       |             |
|       | Skupaj    | Skupaj                        | 3981 km     | 3981 km     | 3981 km         | 3981 km                  | 3981 km     |

## Razvrstitev po klasifikacijah
| Etapa  | Zmagovalec         | Rožnata majica · | Najboljši tuji kolesar · | Najboljši neodvisni kolesar · | Gorski seštevek | Črna majica (zadnji) ·       | Ekipno         |
| ------ | ------------------ | ---------------- | ------------------------ | ----------------------------- | --------------- | ---------------------------- | -------------- |
| 1      | Oreste Conte       | Oreste Conte     | Désiré Keteleer          | Umberto Drei                  | brez            | Aldo Tosi in Egidio Feruglio | Bianchi–Ursus  |
| 2      | Alfredo Martini    | Fritz Schär      | Fritz Schär              | Silvio Pedroni                | Fritz Schär     | Marcello Paolieri            | Taurea         |
| 3      | Olimpio Bizzi      | Fritz Schär      | Fritz Schär              | Silvio Pedroni                | Fritz Schär     | Marcello Paolieri            | Taurea         |
| 4      | Antonio Bevilacqua | Fritz Schär      | Fritz Schär              | Silvio Pedroni                | Hugo Koblet     | Marcello Paolieri            | Taurea         |
| 5      | Franco Franchi     | Fritz Schär      | Fritz Schär              | Silvio Pedroni                | Hugo Koblet     | Marcello Paolieri            | Taurea         |
| 6      | Hugo Koblet        | Fritz Schär      | Fritz Schär              | Silvio Pedroni                | Hugo Koblet     | Marcello Paolieri            | Taurea         |
| 7      | Luciano Maggini    | Alfredo Martini  | Fritz Schär              | Silvio Pedroni                | Fausto Coppi    | Mario Gestri                 | Taurea         |
| 8      | Hugo Koblet        | Hugo Koblet      | Fritz Schär              | Silvio Pedroni                | Hugo Koblet     | Giuseppe Molinari            | Taurea         |
| 9      | Gino Bartali       | Hugo Koblet      | Hugo Koblet              | Silvio Pedroni                | Hugo Koblet     | Serse Coppi                  | Taurea         |
| 10     | Mario Fazio        | Hugo Koblet      | Hugo Koblet              | Silvio Pedroni                | Hugo Koblet     | Mario Gestri                 | Taurea         |
| 11     | Adolfo Leoni       | Hugo Koblet      | Hugo Koblet              | Silvio Pedroni                | Hugo Koblet     | Mario Gestri                 | Taurea         |
| 12     | Antonio Bevilacqua | Hugo Koblet      | Hugo Koblet              | Silvio Pedroni                | Hugo Koblet     | Mario Gestri                 | Taurea         |
| 13     | Luciano Maggini    | Hugo Koblet      | Hugo Koblet              | Silvio Pedroni                | Hugo Koblet     | Mario Gestri                 | Fréjus–Superga |
| 14     | Fritz Schär        | Hugo Koblet      | Hugo Koblet              | Silvio Pedroni                | Hugo Koblet     | Mario Gestri                 | Fréjus–Superga |
| 15     | Giancarlo Astrua   | Hugo Koblet      | Hugo Koblet              | Silvio Pedroni                | Hugo Koblet     | Mario Gestri                 | Fréjus–Superga |
| 16     | Fiorenzo Magni     | Hugo Koblet      | Hugo Koblet              | Silvio Pedroni                | Hugo Koblet     | Mario Gestri                 | Fréjus–Superga |
| 17     | Annibale Brasola   | Hugo Koblet      | Hugo Koblet              | Silvio Pedroni                | Hugo Koblet     | Mario Gestri                 | Fréjus–Superga |
| 18     | Oreste Conte       | Hugo Koblet      | Hugo Koblet              | Silvio Pedroni                | Hugo Koblet     | Mario Gestri                 | Fréjus–Superga |
| Skupaj | Skupaj             | Hugo Koblet      | Hugo Koblet              | Silvio Pedroni                | Hugo Koblet     | Mario Gestri                 | Fréjus–Superga |

## Končna razvrstitev
| Legenda | Legenda                                              | Legenda | Legenda                                                   |
| ------- | ---------------------------------------------------- | ------- | --------------------------------------------------------- |
|         | Predstavlja vodilnega v skupnem seštevku             |         | Predstavlja vodilnega v razvrstitvi neodvisnih kolesarjev |
|         | Predstavlja vodilnega v razvrstitvi tujih kolesarjev |         |                                                           |

### Rožnata majica
| Poz. | Kolesar                | Ekipa            | Čas          |
| ---- | ---------------------- | ---------------- | ------------ |
| 1    | Hugo Koblet (SUI)      | Guerra–Ursus     | 117h 28' 03" |
| 2    | Gino Bartali (ITA)     | Bartali          | + 5' 12"     |
| 3    | Alfredo Martini (ITA)  | Taurea           | + 8' 41"     |
| 4    | Ferdinand Kübler (SUI) | Fréjus–Superga   | + 8' 45"     |
| 5    | Luciano Maggini (ITA)  | Taurea           | + 10' 49"    |
| 6    | Fiorenzo Magni (ITA)   | Wilier Triestina | + 12' 14"    |
| 7    | Silvio Pedroni (ITA)   | Fréjus–Superga   | + 13' 07"    |
| 8    | Luciano Pezzi (ITA)    | Atala            | + 14' 34"    |
| 9    | Giulio Bresci (ITA)    | Bottecchia       | + 18' 08"    |
| 10   | Pietro Giudici (ITA)   | Cimatti          | + 20' 05"    |

### Tuji kolesarji
| Poz. | Kolesar                    | Ekipa              | Čas          |
| ---- | -------------------------- | ------------------ | ------------ |
| 1    | Hugo Koblet (SUI)          | Guerra–Ursus       | 117h 28' 03" |
| 2    | Ferdinand Kübler (SUI)     | Fréjus–Superga     | + 8' 43"     |
| 3    | Fritz Schär (SUI)          | Arbos              | + 23' 53"    |
| 4    | Nello Lauredi (FRA)        | Helyett–Hutchinson | + 26' 39"    |
| 5    | André Brule (FRA)          | Viscontea          | + 1h 25' 54" |
| 6    | Apo Lazaridès (FRA)        | Helyett–Hutchinson | + 1h 27' 50" |
| 7    | Jean Goldschmit (LUX)      | Fréjus–Superga     | + 1h 43' 17" |
| 8    | Désiré Keteleer (BEL)      | Bianchi–Ursus      | + 1h 46' 29" |
| 9    | Gottfried Weilenmann (SUI) | Guerra–Ursus       | + 1h 58' 22" |
| 10   | José Beyaert (FRA)         | Helyett–Hutchinson | + 2h 00' 12" |

### Neodvisni kolesarji
| Poz. | Kolesar                | Ekipa           | Čas          |
| ---- | ---------------------- | --------------- | ------------ |
| 1    | Silvio Pedroni (ITA)   | Fréjus–Superga  | 117h 41' 10" |
| 2    | Pietro Giudici (ITA)   | Cimatti         | + 6' 58"     |
| 3    | Donato Zampini (ITA)   | Ganna–Superga   | + 13' 29"    |
| 4    | Armando Barducci (ITA) | Fréjus–Superga  | + 15' 27"    |
| 5    | Giacomo Zampieri (ITA) | Bottecchia      | + 21' 31"    |
| 6    | Franco Franchi (ITA)   | Taurea          | + 39' 10"    |
| 7    | Valerio Bonini (ITA)   | Benotto         | + 54' 14"    |
| 8    | Sergio Pagliazzi (ITA) | Arbos           | + 1h 02' 42" |
| 9    | Leo Castellucci (ITA)  | Arbos           | + 1h 07' 12" |
| 10   | Renzo Soldani (ITA)    | Legnano–Pirelli | + 1h 10' 31" |

### Gorski seštevek
| Poz. | Kolesar                 | Ekipa           | Točke |
| ---- | ----------------------- | --------------- | ----- |
| 1    | Hugo Koblet (SUI)       | Guerra–Ursus    | 43    |
| 2    | Gino Bartali (ITA)      | Bartali         | 29    |
| 3    | Jean Robic (FRA)        | Viscontea       | 21    |
| 4    | Vittorio Rossello (ITA) | Taurea          | 11    |
| 4    | Fritz Schär (SUI)       | Arbos           | 11    |
| 6    | Pasquale Fornara (ITA)  | Legnano–Pirelli | 10    |
| 7    | Fausto Coppi (ITA)      | Bianchi–Ursus   | 9     |
| 8    | Serse Coppi (ITA)       | Bianchi–Ursus   | 8     |
| 9    | Valerio Bonini (ITA)    | Benotto         | 6     |
| 9    | Alfredo Martini (ITA)   | Taurea          | 6     |
| 9    | Ferdinand Kübler (SUI)  | Legnano–Pirelli | 6     |
| 9    | Aldo Ronconi (ITA)      | Benotto         | 6     |

### Vmesni šprinti
| Poz. | Kolesar                  | Ekipa            | Točke |
| ---- | ------------------------ | ---------------- | ----- |
| 1    | Annibale Brasola (ITA)   | Benotto          | 27    |
| 2    | Oreste Conte (ITA)       | Bianchi–Ursus    | 20    |
| 3    | Hugo Koblet (SUI)        | Guerra–Ursus     | 15    |
| 4    | Giovanni Corrieri (ITA)  | Bartali          | 10    |
| 4    | Renzo Zanazzi (ITA)      | Arbos            | 10    |
| 6    | Ferdinand Kübler (SUI)   | Fréjus–Superga   | 9     |
| 7    | Serse Coppi (ITA)        | Bianchi–Ursus    | 8     |
| 7    | Antonio Bevilacqua (ITA) | Wilier Triestina | 8     |
| 9    | Primo Volpi (ITA)        | Viscontea        | 7     |

### Ekipna razvrstitev
| Poz. | Ekipa           | Točke        |
| ---- | --------------- | ------------ |
| 1    | Fréjus–Superga  | 353h 14' 35" |
| 2    | Taurea          | + 21' 21"    |
| 3    | Cimatti         | + 41' 19"    |
| 4    | Bottecchia      | + 46' 10"    |
| 5    | Legnano–Pirelli | + 1h 53' 15" |
| 6    | Arbos           | + 2h 00' 35" |
| 7    | Benotto         | + 2h 37' 08" |
| 8    | Atala           | + 2h 42' 23" |
| 9    | Viscontea       | + 2h 46' 44" |
| 10   | Guerra–Ursus    | + 2h 52' 58" |